# 트리에스테만

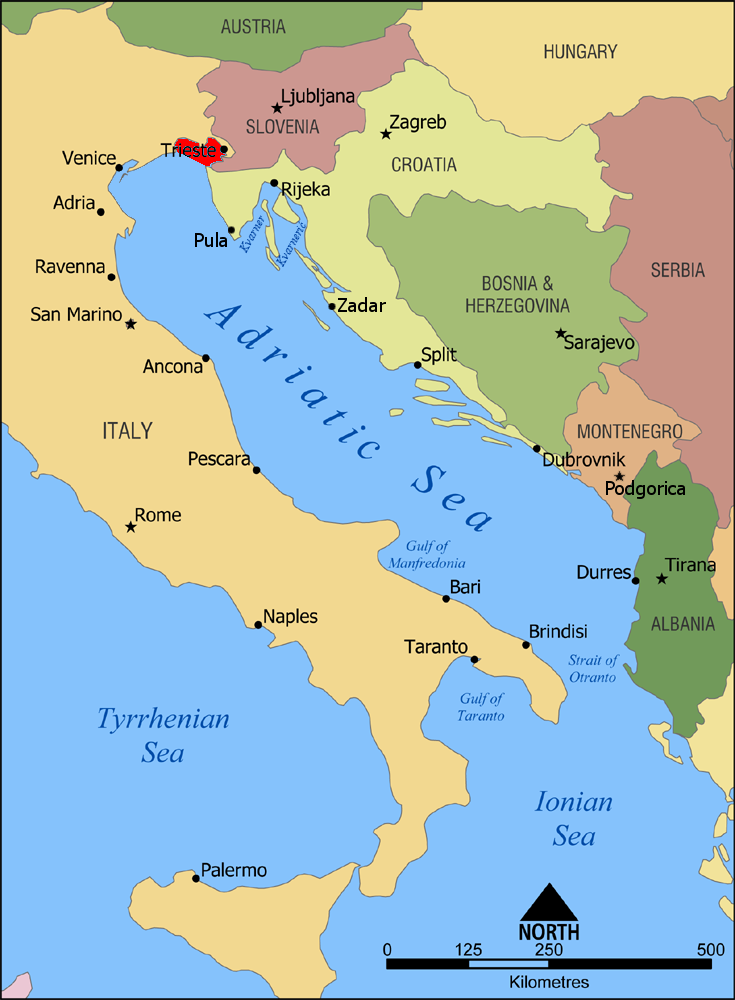
붉은 색으로 칠해진 해역이 트리에스테만이다.

트리에스테만(이탈리아어: Golfo di Trieste, 스웨덴어: Tržaški zaliv, 크로아티아어: Tršćanski zaljev, 독일어: Golf von Triest)는 아드리아해의 만으로 베네치아만의 일부이다. 이탈리아, 슬로베니아, 크로아티아와 접하며, 남쪽은 이스트라반도로 막혀 있다.

## 같이 보기
- 트리에스테 자유 지구